# Ameroduvalius jeanneli
Ameroduvalius jeanneli är en skalbaggsart som beskrevs av Valentine. Ameroduvalius jeanneli ingår i släktet Ameroduvalius och familjen jordlöpare. Inga underarter finns listade i Catalogue of Life.